# Aaron Jackson
Aaron Jackson (Pittsburgh, Pensilvânia, 26 de Junho de 1973) é um ator estadunidense, mais conhecido por interpretar Mark Winkle na série de televisão California Dreams.

O ator também foi um concorrente no programa de namoro Bzzz!

## Filmografia

### Televisão
- 1997: California Dreams como Mark Winkle

### Cinema
- 2010: Biophage como Dr. Bell
- 2005: Heaven's Neighbours como Jake Francis
- 2005: From Venus como Dennis/Crypto
- 2003: Tangy Guacamole como Sean
- 2002: Wicked Spring como Kennerly
- 1999: Autumn Winds como John
- 1998: Children of the Corn V como Zane
- 1992: Lorenzo's Oil como Francesco Odone